# Universidad Mykolas Romeris
Universidad Mykolas Romeris (Lituano: Mykolo Romerio universitetas) es una de las universidades más grandes de Lituania, que lleva el nombre del erudito lituano, juez y padre de la Ley Constitucional de Lituania, Mykolas Römeris. Establecida después de la restauración de la independencia de la República de Lituania en 1990, se convirtió en una universidad estatal. 
Actualmente MRU cuenta con aproximadamente 6,500 estudiantes de 58 países. Las facultades están ubicadas en dos ciudades: Vilnius y Kaunas. La Universidad ofrece a los estudiantes internacionales programas de estudios de licenciatura, maestría y doctorado en inglés, sobre todo en el campo de las ciencias sociales.
La Universidad está presente en varias organizaciones universitarias mundiales, como la European Universities Association (EUA) y International Association of Universities (IAU).
La MRU ha forjado acuerdos con más de 300 universidades, instituciones públicas y privadas en el extranjero. El Centro Asiático de la MRU, el Centro de Estudios Francófonos y el Instituto Rey Sejong también son conocidos por la organización de eventos, conferencias y clases. Las relaciones internacionales se ven reforzadas por las constantes visitas y conferencias de investigadores, funcionarios de la embajada y representantes de organizaciones universitarias conocidos a nivel mundial.
La Universidad Mykolas Romeris está implementando con éxito una de sus misiones más importantes: fomentar una cultura de investigación e innovación. En 2015 se publicaron casi 900 trabajos de investigación y se organizaron más de 50 eventos académicos. Hay 6 programas de doctorado en la Universidad.  También se ha implementado el acceso abierto a los resultados de las investigaciones.

En 2015, se abrió en el campus la nueva filial de la Universidad, el Laboratorio de Innovaciones Sociales - MRU LAB  que cuenta con 19 laboratorios. Los laboratorios buscan aplicar los últimos resultados de la investigación a las necesidades de la sociedad en general. El Centro de Ayuda para la Investigación e Innovación también se ha establecido en el nuevo edificio del mencionado laboratorio.

## Historia
- El 28 de octubre de 2004, el Seimas de la República de Lituania aprobó la resolución (n.º IX-2515) "Cambio de nombre de la Universidad de Derecho de Lituania y aprobación del Estatuto de la Universidad Mykolas Romeris.
- El 16 de diciembre de 2004, el Senado de la Universidad Mykolas Romeris aprobó por unanimidad al Profesor Alvydas Pumputis como Rector (Resolución n.º 1SN-9).
- El 23 de julio de 2009, el Seimas de la República de Lituania, mediante la Resolución n.º XI-411, aprobó el nuevo     Estatuto de la Universidad Mykolas Romeris.
- De acuerdo con la Resolución Nr. XI-411 del 23 de julio de 2009 del Seimas de la República de Lituania,que aprobó el Estatuto de la Universidad Mykolas Romeris y la Resolución del Senado de la Universidad Mykolas Romeris del 6 de octubre de 2009 (No.1SN-10), la institución estatal de educación superior y presupuestaria Universidad Mykolas Romeris se reorganizó en la institución estatal de educación superior Universidad Mykolas Romeris.
- El 29 de abril de 2015, el profesor Algirdas Monkevičius de la Universidad de Mykolas Romeris (MRU) fue nombrado como nuevo Rector en una ceremonia en el campus. El 15 de enero de 2019, el profesor Algirdas Monkevičius fue nombrado ministro de Educación, Ciencia y Deporte.
- El 14 de marzo de 2019, el Consejo de la Universidad de Mykolas Romeris (MRU) votó para aprobar a la profesora Dr. Inga Žalėnienė, del Instituto de Derecho Privado de la Facultad de Derecho, como nueva Rectora de la Universidad. Žalėnienė fue nombrada para un mandato de 5 años.

## Estructura
El fundador de la universidad es el Seimas (Parlamento) de la República de Lituania.
Los órganos directivos de la universidad son el Consejo Universitario, el Senado Universitario y el Rector Universitario.
La Universidad Mykolas Romeris consta de: 2 facultades y 4 Institutos, la Escuela de Derecho Mykolas Romeris y la Academia de Seguridad Pública. 
Ofrece más de 90 programas en los niveles de licenciatura, maestría y doctorado en lituano e inglés. Los estudios se llevan a cabo de conformidad con los principios más importantes del proceso de Bolonia. Los principales campos de estudio son Negocios, Comunicación, Economía, Ciencias de la Educación, Finanzas, Historia, Gestión, Informática, Derecho, Gestión, Filología, Filosofía, Ciencias Políticas, Psicología, Administración Pública, Seguridad Pública, Trabajo Social y Sociología. 

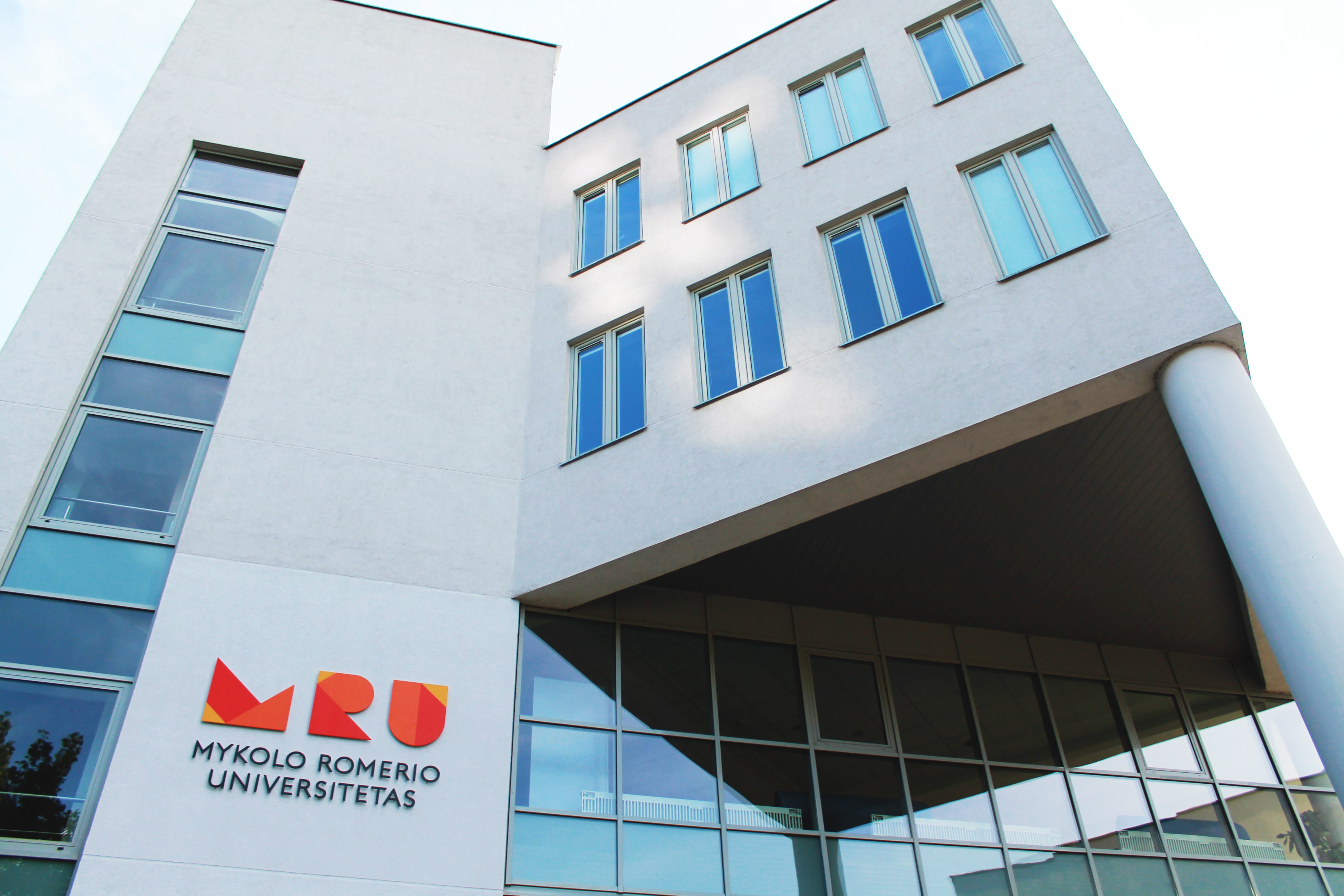
MRU Campus Central

#### Facultades

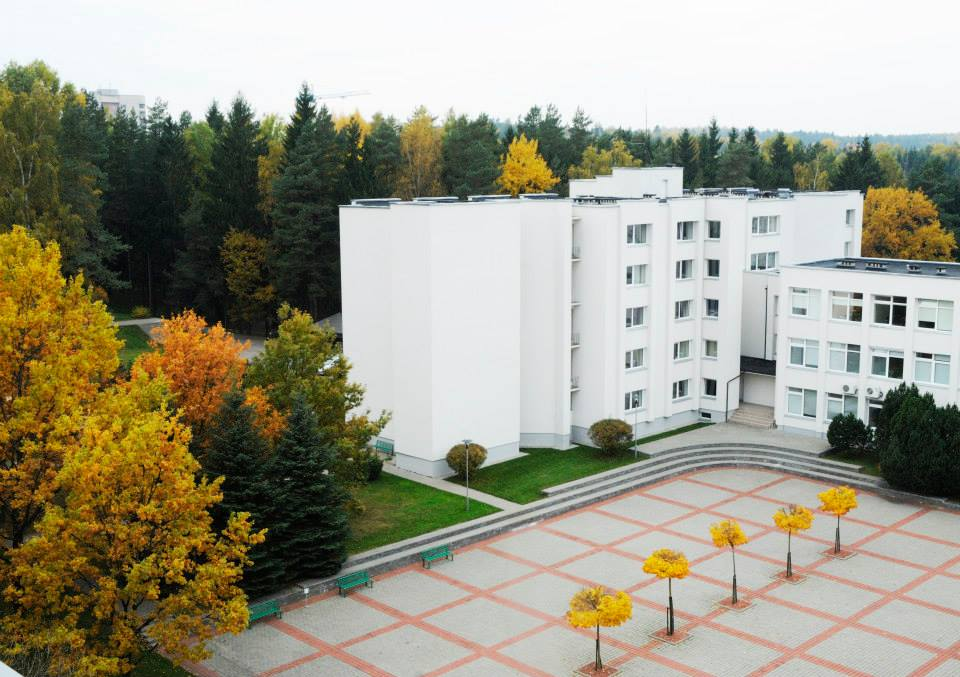
Universidad Mykolas Romeris en otoño

- Facultad de Economía y Negocios
- Facultad de Gestión Pública

#### Institutos
- Instituto de Comunicación
- Instituto de Ciencias de la Educación y Trabajo Social
- Instituto de Humanidades
- Instituto de Psicologìa

#### Otras Facultades
- Academia de Seguridad Pública (en Kaunas)
- Escuela de Derecho Mykolas Romeris

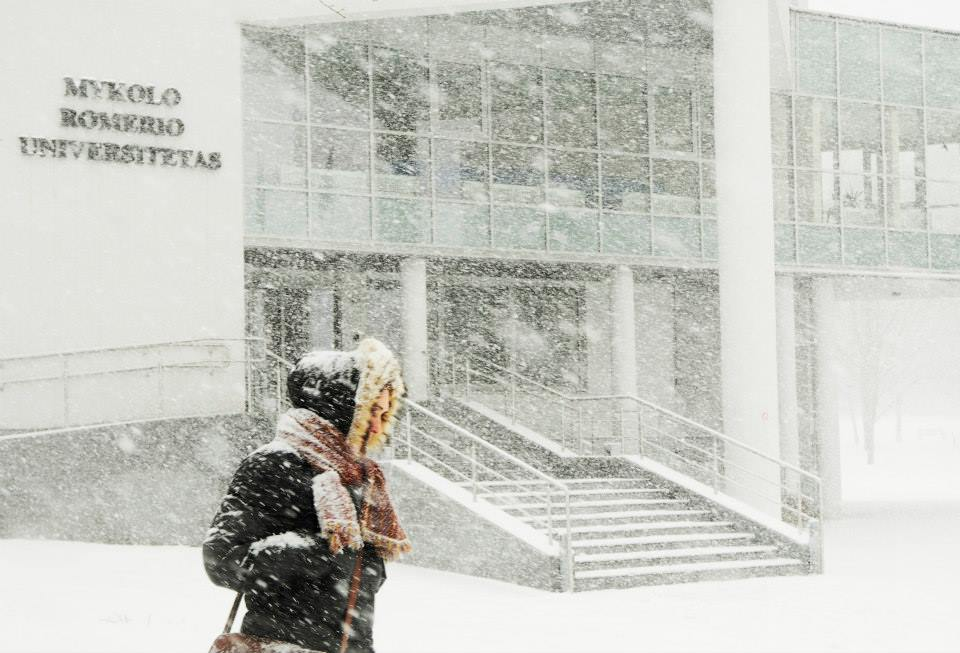
Invierno en la Universidad Mykolas Romeris

#### Unidades Administrativas
- Centro de Asuntos Académicos
  - Centro de Carreras
  - Unidad de Estudios Digitales
  - Departamento de Mejora de Cualificación y Reconocimiento de Competencias
- Biblioteca
- Centro de Apoyo a la Investigación e Innovación
  - Oficina de Análisis y Calidad de Investigación
  - Escuela Doctoral de Innovación Social
  - División de Comunicación de Investigación
  - Oficina de Transferencia de Conocimientos y Tecnologías
  - Oficina de Proyectos
- Oficina de Relaciones Internacionales
- Centro Asiático

El Centro Asiático de la MRU se estableció en abril de 2013 y se centra en la cooperación con países como Japón, Corea del Sur, China e India. También ofrece cursos de idioma coreano, chino y japonés de forma gratuita.
- Instituto Rey Sejong

El Instituto
Rey Sejong (KSI) de la MRU en Vilnius promueve el entendimiento y acercamiento cultural Lituania - Corea del Sur a través de cursos de idioma, cultura, economía y política basados en la realidad coreana. KSI enseña la lengua y la cultura coreana a los extranjeros que deseen aprender el coreano como segunda lengua o como lengua extranjera.
- Centro de Estudios Francófonos
- Oficina de Cancillería
  - Oficina de documentos
  - Oficina legal
  - Oficina de personal
- Centro de Educación Artística
- Oficina de Administración de Propiedades
  - Oficina de Gestión y Mantenimiento de Edificios
  - Unidad de Servicio
- Centro de Informática
- Centro de salud y deporte[2]

## Estudios

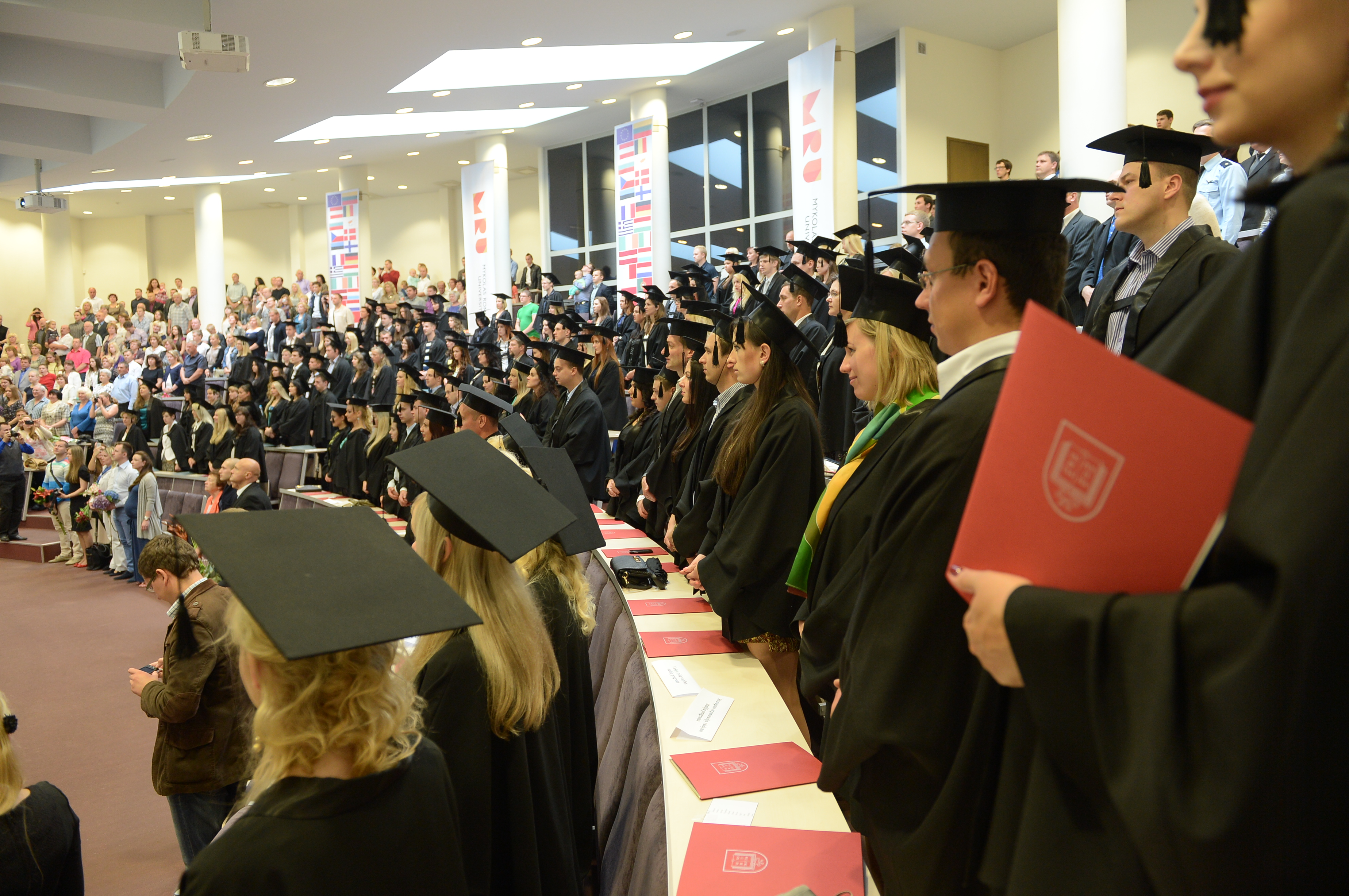
Ceremonia de graduación en MRU

La Universidad Mykolas Romeris ofrece a los estudiantes internacionales 9 programas de grado, 18 de máster y 6 de doctorado, todos completamente en inglés.

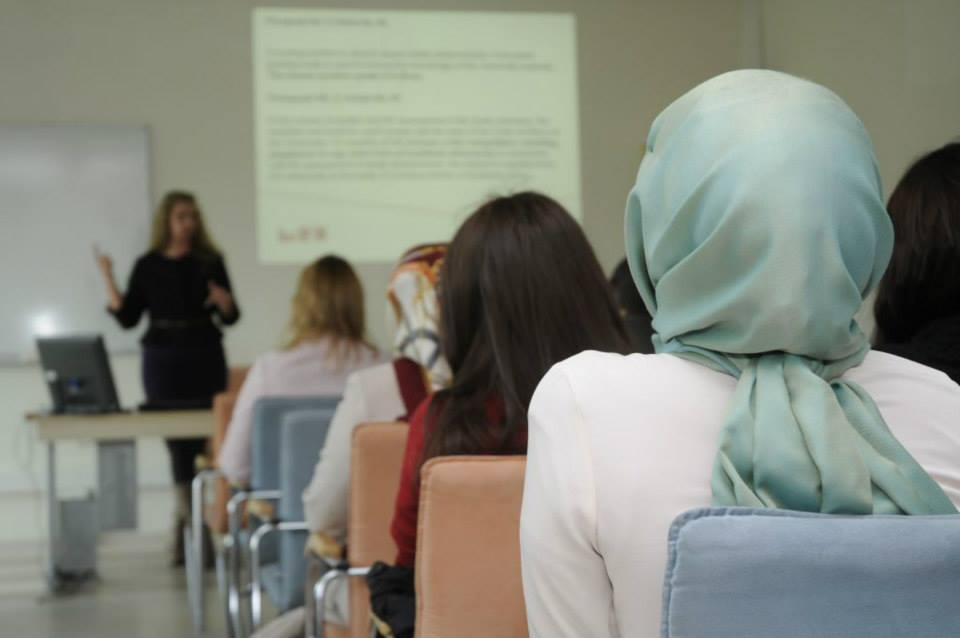
Clases en MRU

- Es la primera universidad en Lituania que ofrece la posibilidad de elegir diversos programas de estudios internacionales que lleven a la doble o incluso a la triple titulacion de grado. Se ofrecen programas en cooperación con universidades del Reino Unido, Francia, Austria, Finlandia, Letonia y Corea del Sur.
- Cada año, unos 500 estudiantes universitarios participan en intercambios internacionales (estudios y prácticas) a través de los programas: Erasmus, Nordplus y otros programas internacionales.
- En la actualidad, los estudiantes que forman parte de nuestros programas provienen de más de 58 países tan diferentes como Estados Unidos, Jamaica, Alemania, Ucrania, Turquía, Azerbaiyán, India, Corea del Sur, etc.
- Los programas de estudio ofrecidos en la Universidad Mykolas Romeris se renuevan y actualizan continuamente, respondiendo a las necesidades de la sociedad y brindando a los jóvenes los conocimientos y habilidades necesarios para construir una carrera exitosa.
- Un diploma de grado lituano es reconocido en todos los países que han firmado el Lisbon Recognition Convention, firmado por 50 países y organizaciones internacionales. Eso significa que los estudiantes pueden estar seguros de que las calificaciones obtenidas en Lituania serán válidas en todos estos países.
- En 2010, la Universidad Mykolas Romeris recibió la certificación del Suplemento Europeo al Título, que indica que el Suplemento Europeo al Título de la MRU cumple con la muestra creada por la Comisión Europea, el Consejo de Europa y la UNESCO / CEPER.
- En 2012, la Universidad Mykolas Romeris recibió el ECTS Label. Este reconocimiento eleva el perfil de la institución como un socio transparente y confiable en la cooperación europea e internacional (otorgado solo a 64 instituciones en Europa, solo 2 en Lituania). Es uno de los signos más importantes que acreditan una alta calidad de estudios en la Universidad.
- En 2019, la Universidad Mykolas Romeris fue la única universidad lituana que apareció en el QS World University Rankings by Subject 2019, clasificada entre las 300 mejores universidades del mundo, tomando la posición 251-300 en la carrera de Derecho (Law).

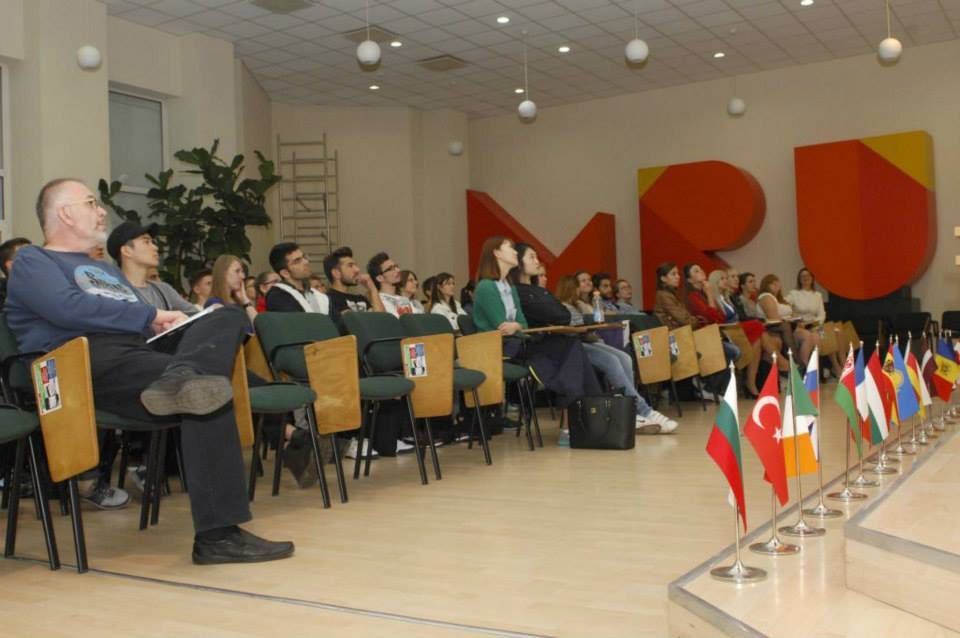
Ceremonia de bienvenida para los estudiantes internacionales en MRU

#### Programas de grado
- Comunicación Internacional e Intercultural(International and Intercultural Communication) Archivado el 12 de noviembre de 2018 en Wayback Machine.
- Ocio y Entretenimiento Educativo  (Leisure and Entertainment Education) Archivado el 15 de noviembre de 2018 en Wayback Machine.
- Industria Financiera (Financial Industry) Archivado el 12 de noviembre de 2018 en Wayback Machine.
- Informática y Contenidos Digitales (Informatics and Digital Contents)(Programa en conjunto con la Universidad de Dongseo, Corea del Sur)
- Comunicación y Marketing Digital (Communication and Digital Marketing)
- Gestión del turismo y patrimonio (Tourism Management and a Heritage) Archivado el 12 de noviembre de 2018 en Wayback Machine.
- Inglés para fines específicos y segunda lengua extranjera (English for Specific Purposes and the Second Foreign Language) Archivado el 12 de noviembre de 2018 en Wayback Machine.
- Psicología (Psychology) Archivado el 12 de noviembre de 2018 en Wayback Machine.
- Trabajo social y fundamentos legales (Social Work and Legal Fundamentals) Archivado el 12 de noviembre de 2018 en Wayback Machine.

#### Programas de máster
- Comercio Internacional (International Trade) Archivado el 15 de noviembre de 2018 en Wayback Machine.
- MBA (Administración de Empresas) Archivado el 12 de noviembre de 2018 en Wayback Machine.
- Mercados Financieros (Financial Markets) Archivado el 12 de noviembre de 2018 en Wayback Machine.
- Gestión de Negocios Electrónicos  (Electronic Business Management) Archivado el 12 de noviembre de 2018 en Wayback Machine.
- Derecho Internacional  (International Law) Archivado el 13 de noviembre de 2018 en Wayback Machine.
- Gestión Pública  (Public Administration) Archivado el 12 de noviembre de 2018 en Wayback Machine.
- Informática y contenidos visuales (Informatics and Visual Contents) (Programa de estudio conjunto con la Universidad de Dongseo, Corea del Sur) (enlace roto disponible en Internet Archive; véase el historial, la primera versión y la última).
- Derecho comercial europeo e internacional (European and International Business Law) (Programa de estudio conjunto con la Universidad de Savoie, Francia) Archivado el 12 de noviembre de 2018 en Wayback Machine.
- Derecho y gobernanza de la Unión Europea (European Union Law and Governance) (doble diploma con la Universidad de Burdeos, Francia) Archivado el 13 de noviembre de 2018 en Wayback Machine.
- Trabajo social con jóvenes y niños (Social Work with Youth and Children) (programa de estudio conjunto con la Universidad Riga Stradins, Letonia) (enlace roto disponible en Internet Archive; véase el historial, la primera versión y la última).
- Regulación legal de la administración pública y los derechos humanos (Legal Regulation of Public Administration and Human Rights) (programa de estudio conjunto con la Universidad Nacional de Kiev Taras Shevchenko, Ucrania)
- Máster europeo en gestión estratégica de fronteras(Strategic Border Management) (estudio conjunto con NL, LV, ES) Archivado el 15 de noviembre de 2018 en Wayback Machine.
- Derecho privado (Private Law) (programa de estudio conjunto con la Universidad Nacional de Kiev Taras Shevchenko, Ucrania)
- Derecho de la propiedad intelectual (Intellectual Property Law) (programa de estudio conjunto con la Universidad Nacional de Kiev Taras Shevchenko, Ucrania)
- Política social y bienestar social comparados(Comparative Social Policy and Welfare) (título conjunto con la Universidad de Tampere, Finlandia y la Universidad Johannes Kepler de Linz, Austria) Archivado el 13 de noviembre de 2018 en Wayback Machine.
- Gestión de relaciones públicas (Public Relations Management)
- Gestión de logística (Logistics Management)
- Psicología empresaria (Business Psychology) Archivado el 21 de marzo de 2019 en Wayback Machine.
- Política internacional y economía (International Politics and Economics) (programa de estudio conjunto con la Universidad de Dongseo, Corea del Sur) Archivado el 21 de marzo de 2019 en Wayback Machine.

#### Programas de doctorado
- Derecho (Law) Archivado el 12 de noviembre de 2018 en Wayback Machine.
- Derecho, ciencia y tecnología (Law, Science and Technology) - LAST-JD - (programa implementado en cooperación con la Universidad de Bolonia, Italia, Universidad de Turín, Italia, Universidad Autónoma de Barcelona, España, Universidad de Luxemburgo, Luxemburgo, Universidad de Tilburg, Países Bajos) (enlace roto disponible en Internet Archive; véase el historial, la primera versión y la última).
- Administración (Management) Archivado el 12 de noviembre de 2018 en Wayback Machine.
- Economía (Economics) Archivado el 12 de noviembre de 2018 en Wayback Machine.
- Psicología (Psychology) Archivado el 12 de noviembre de 2018 en Wayback Machine.
- Educación (Education) Archivado el 12 de noviembre de 2018 en Wayback Machine.

## Investigación
La Universidad Mykolas Romeris se dedica a la investigación aplicada, participa en programas y proyectos de investigación nacionales, regionales e internacionales, y aplica los resultados de la investigación, los cuales pueden ser consultados públicamente. Los resultados de la investigación, llevados a cabo en las facultades, departamentos, laboratorios, institutos y centros de la Universidad, constituyen la base de la integración entre la investigación y los estudios. Tradicionalmente, la Universidad se ha dedicado a la investigación en el área de las ciencias sociales y, más recientemente, ha iniciado investigaciones en biomedicina, tecnología y humanidades.

## Internacionalización

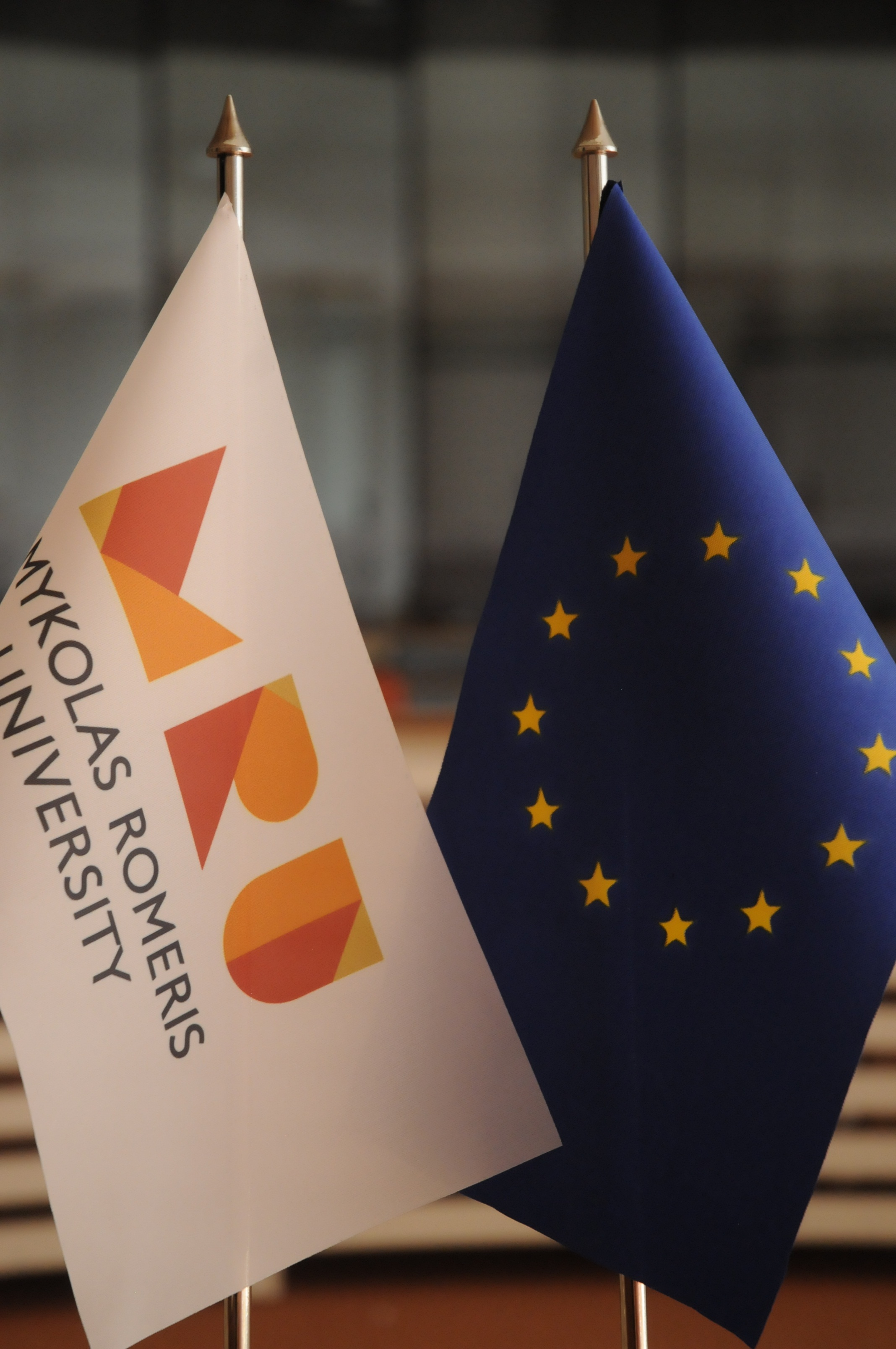
Diversos proyectos de Internacionalización

La cooperación internacional en la MRU está orientada a fortalecer la internacionalización en estudios e investigaciones. En asociación con otras instituciones, se crean programas de estudio conjuntos. Estudiantes, personal académico y administrativo participan en programas de intercambio, conferencias internacionales y otros eventos. Los lazos internacionales de la universidad abarcan todas las regiones del mundo. Tiene acuerdos con más de 400 instituciones académicas y estatales extranjeras. Desde 2006, la Universidad ofrece programas conjuntos de estudios de máster y alienta a sus estudiantes a obtener dobles o triples titulación de grado. Uno de los objetivos de la internacionalización de la Universidad es la diversificación de los estudiantes, por lo que el número de estudiantes internacionales está siempre en constante crecimiento. Esto permite a los estudiantes lituanos e internacionales compartir experiencias e ideas, así como trabajar juntos en proyectos internacionales , expandiendo sus visiones del mundo y conciencia cultural.
Actualmente, la MRU tiene más de 500 estudiantes internacionales, la mayoría de ellos provenientes de Ucrania, Turquía, Francia, Alemania, Italia y España. Cada semestre aumenta el número de estudiantes internacionales que buscan programas de grado y estudiantes de intercambio (con el programa Erasmus + y otros acuerdos bilaterales).

## Campus
La Universidad es conocida por tener una infraestructura moderna, y una de las mejores en el país. El Campus Central de la MRU se encuentra en la parte norte de Vilnius, rodeado por un parque:
- El campus es fácilmente accesible con transporte público desde cualquier lugar de Vilnius. Se tarda aproximadamente 25 minutos en llegar al centro de la ciudad en autobús.
- El alojamiento en el campus se ofrece para todos los estudiantes internacionales, un lugar en una habitación triple o doble en la residencia para estudiantes cuesta entre 85 y 100 euros al mes.
- La universidad ofrece un comedor y cafeterías donde es posible desayunar, almorzar o cenar por 2-4 euros.
- La biblioteca de la universidad y las salas de conferencias se encuentran a solo 5 minutos a pie de la residencia.
- Muchos servicios adicionales ofrecidos por la universidad son completamente gratuitos: un gran estacionamiento para vehículos, centros deportivos y gimnasios, equipamiento de deportes al aire libre, internet inalámbrico, actividades culturales y educativas, cursos de idiomas extranjeros, etc.

## Deportes

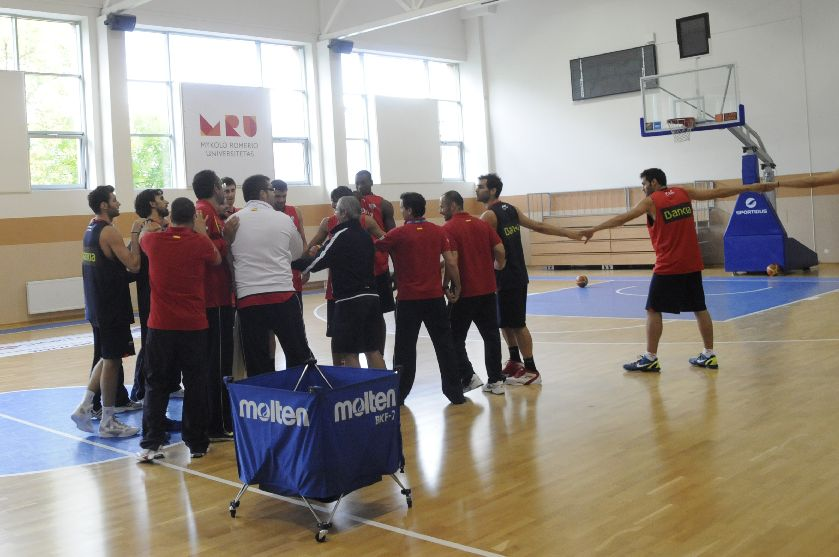
El equipo de Baloncesto Español en campo MRU

La Universidad Mykolas Romeris es el lugar perfecto para entrenar o hacer ejercicio. Se anima a los estudiantes a participar en un estilo de vida activo en el campus a través de actividades organizadas y promoción de la salud individual. Se han creado nuevas salas de entrenamiento para gimnasia y tenis de mesa.

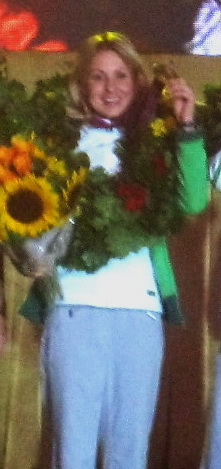
La campeona olímpica Laura Asadauskaitė exalumna de MRU.

- La MRU fue socio del torneo mundialmente reconocido EuroBasket 2011 y los 8 mejores equipos del torneo realizaron sus respectivas sesiones de entrenamiento en las instalaciones de la Universidad.
- La Universidad Mykolas Romeris ha estado cultivando el espíritu olímpico durante mucho tiempo, y como prueba de ello, el 1 de diciembre de 2010, el Comité Olímpico Nacional de Lituania (LNOC) otorgó al Rector de la Universidad Mykolas Romeris, el Prof. Dr. Alvydas Pumputis la Medalla Honorífica de la LNOC por la contribución de la Universidad al deporte. Artūras Poviliūnas, el presidente del Comité Olímpico Nacional de Lituania, dijo que los atletas en nuestra Universidad tienen las mejores condiciones de estudio, lo que contribuye en gran medida a sus posibilidades de alcanzar niveles olímpicos.

#### Medallistas Olímpicos
- 2016 Summer Olympics  en Río de Janeiro: Los estudiantes MRU  Mindaugas Griškonis y Saulius Ritter ganaron una medalla de plata en los dobles sculls de remo.[6]
- 2012 Summer Olympics en Londres: La exalumna MRU  Laura Asadauskaitė-Zadneprovskienė ganó una medalla de oro en pentatlón, el estudiante MRU  Jevgenij Šuklin ganó una medalla de plata en la final de 200 m de canoa individual masculino.[7]
- 2008 Summer Olympics en Pekín: Los estudiantes MRU Edvinas Krungolcas y Andrejus Zadneprovskis ganaron respectivamente las medallas de plata y bronce en pentatlón.[8]
- 2004 Summer Olympics en Atenas: El estudiante MRU Andrejus Zadneprovskis ganó una medalla de plata en el pentatlón.

#### Otros atletas
- El estudiante MRU Giedrius Titenis ha sido dos veces nadador olímpico y ganó una medalla de bronce en el Campeonato World Aquatics Championship del 2009.
- El estudiante MRU Andrej Olijnik participó en los Juegos Olímpicos de 2016 y ganó una medalla de plata en los  2011 ICF Canoe Sprint World Championships.[9]